# Mèo Havana Brown
Mèo Havana Brown là kết quả của thí nghiệm lai giống có kế hoạch giữa mèo Xiêm và mèo nhà, bởi một nhóm những người yêu mèo ở Anh vào năm 1950. Các nhà lai tạo sớm đã giới thiệu một loại mèo Xiêm xanh của Nga vào việc nhân giống của chúng. Tuy nhiên, bằng cách sử dụng phương phát xét nghiệm di truyền hiện đại, người ta tin rằng hầu như gen mèo Xiêm xanh Nga không còn nằm trong vốn gen của giống mèo này.
Nó đã được ghi nhận rằng mèo nâu được đưa đến châu Âu trong những năm 1890, và một cái tên được đặt cho chúng là Mèo núi Thụy Sĩ. Giống mèo này lại biến mất cho đến sau Thế chiến II, với lời giải thích có khả năng nhất là Câu lạc bộ Mèo Xiêm của Anh đã không khuyến khích việc nhân giống của chúng. Con mèo núi Thụy Sĩ không bao giờ được sử dụng trong các chương trình nhân giống của Mèo Havana Brown hiện đại. Tuy nhiên, chúng có thể thừa hưởng di truyền từ giống Mèo Xiêm.

## Sự công nhận
Loài này đã được công nhận để tham dự các cuộc thi ở Hoa Kỳ kể từ cuối những năm 1950. Giống mèo này đã được coi là một loài có nguy cơ bị tuyệt chủng, vì vốn gen chúng rất nhỏ. Vào cuối những năm 1990, chỉ có 12 cơ sở chăn nuôi mèo Havana Brown được đăng ký tại Hiệp hội Yêu thích Mèo và số lượng không thay đổi, luôn dưới 130 con mèo. Kể từ đó, giống đã phát triển với tốc độ nhanh. Trong năm 2015, hiện nay có gấp đôi số lượng cơ sở chăn nuôi mèo và nhà lai tạo trên khắp thế giới, với đa số nằm ở Hoa Kỳ và châu Âu.